# Список книг серии «Мастера остросюжетного детектива»

Список книг серии «Мастера остросюжетного детектива» московского издательства «Центрполиграф», выходивших с 1992 по 2003 годы. Подразделяется на номерные и неномерные тома, обычное оформление и чёрную серию.

## Номерные тома
- 1. Микки Спиллейн Кровавый рассвет.
  - Микки Спиллейн. Я — суд.
  - Микки Спиллейн. Долгое ожидание.
  - Микки Спиллейн. Поцелуй меня страстно.
  - Микки Спиллейн. Кровавый рассвет.
- 2. Дэй Кин Погоня за убийцей.
  - Дей Кин. Будь моей и умри.
  - Дей Кин. Погоня за убийцей.
  - Дей Кин. Моряк сошёл на берег.
  - Дей Кин. Большой прощальный поцелуй.
  - Дей Кин. Пайола.
- 3. Чарльз Вильямс Мертвая яхта.
  - Чарльз Вильямс. Мертвая яхта.
  - Чарльз Вильямс. Нет ведьмы яростней.
  - Чарльз Вильямс. Клеймо подозрения.
  - Чарльз Вильямс. Слабые женские руки.
- 4. Микки Спиллейн Большое убийство.
  - Микки Спиллейн. Большое убийство.
  - Микки Спиллейн. Охотники за девушкой.
  - Микки Спиллейн. Сладкий запах смерти.
  - Микки Спиллейн. Коп выбыл из игры.
- 5. Рэймонд Чандлер Прощай, моя красавица.
  - Раймонд Чандлер. Прощай, моя красавица.
  - Раймонд Чандлер. Высокое окно.
  - Раймонд Чандлер. Женщина в озере.
  - Раймонд Чандлер. Нечестная игра.
- 6. Дэй Кин Моя плоть сладка.
  - Дей Кин. Исчезла любимая.
  - Дей Кин. Моя плоть сладка.
  - Дей Кин. Любовь и преступная ненависть.
  - Дей Кин. Поцелуй или смерть.
- 7. Микки Спиллейн Месть — мое личное дело.
  - Микки Спиллейн. Мой револьвер быстр.
  - Микки Спиллейн. Месть — мое личное дело.
  - Микки Спиллейн. Дип.
  - Микки Спиллейн. Тигр на свободе.
- 8. Дэй Кин Убийство на стороне.
  - Дей Кин. Миссис убийца.
  - Дей Кин. Странный свидетель.
  - Дей Кин. Убийство на стороне.
  - Дей Кин. День рождения.
- 9. Микки Спиллейн Шанс выжить — ноль.
  - Микки Спиллейн. Тварь.
  - Микки Спиллейн. Любители тел.
  - Микки Спиллейн. Шанс выжить — ноль!
  - Микки Спиллейн. Короткое замыкание.
- 10. Чарльз Вильямс Человек в бегах.
  - Чарльз Вильямс. Дыхание смерти.
  - Чарльз Вильямс. Большой обманщик.
  - Чарльз Вильямс. Человек в бегах.
  - Чарльз Вильямс. Бетонный фламинго.
  - Чарльз Вильямс. Глубокое синее море.
- 11. Росс Макдональд Обрекаю на смерть.
  - Росс Макдональд. Живая мишень.
  - Росс Макдональд. Человек из могилы.
  - Росс Макдональд. Обрекаю на смерть.
- 12. Ян Флеминг Живи и дай умереть.
  - Ян Флеминг. Живи и дай умереть.
  - Ян Флеминг. Операция «Шаровая молния».
  - Ян Флеминг. Доктор «NO».
  - Ян Флеминг. Жизнь дается лишь дважды.
- 13. Ян Флеминг Голдфингер.
  - Ян Флеминг. Казино «Рояль».
  - Ян Флеминг. Бриллианты вечны.
  - Ян Флеминг. Из России с любовью.
  - Ян Флеминг. Голдфингер.
- 14. Ян Флеминг Мунрейкер.
  - Ян Флеминг. Мунрейкер.
  - Ян Флеминг. На тайной службе её величества.
  - Ян Флеминг. Шпион, который любил меня.
  - Ян Флеминг. Человек с золотым пистолетом.
- 15. Ричард Пратер Бродячий труп.
  - Ричард Пратер. Дорогой, это смерть!
  - Ричард Пратер. Четверо со «Сринагара».
  - Ричард Пратер. Бродячий труп.
  - Ричард Пратер. Убей меня завтра.
- 16. Эд Макбейн Истребитель полицейских.
  - Эд Макбейн. Истребитель полицейских.
  - Эд Макбейн. Плата за убийство.
  - Эд Макбейн. Валентинов день.
  - Эд Макбейн. Топор.
- 17. Росс Макдональд Ослепительный оскал.
  - Росс Макдональд. Ослепительный оскал.
  - Росс Макдональд. Неукротимый враг.
  - Росс Макдональд. Прощальный взгляд.
- 18. Росс Макдональд Полосатый катафалк.
  - Росс Макдональд. Дело Фергюсона.
  - Росс Макдональд. Дело Уичерли.
  - Росс Макдональд. Полосатый катафалк.
- 19. Бретт Холлидей Убийство не берет отпуска.
  - Бретт Холлидей. Мертвые не целуются.
  - Бретт Холлидей. Билеты на тот свет.
  - Бретт Холлидей. Убийство по доверенности.
  - Бретт Холлидей. Убийство не берет отпуска.
  - Бретт Холлидей. Необычный круиз.
- 20. Джон Кризи Красотки инспектора Уэста.
  - Джон Кризи. Инспектор Уэст сожалеет.
  - Джон Кризи. Одиночество инспектора Уэста.
  - Джон Кризи. Красотки инспектора Уэста.
  - Джон Кризи. Слишком молоды для смерти.
- 21. Алистер Маклин Страх открывает все двери.
  - Алистер Маклин. Страх открывает все двери.
  - Алистер Маклин. Темный крестоносец.
  - Алистер Маклин. Кукла на цепи.
  - Алистер Маклин. Путь к пыльной смерти.
- 22. Реймонд Чандлер Долгое прощание.
  - Раймонд Чандлер. Вечный сон.
  - Раймонд Чандлер. Сестренка.
  - Раймонд Чандлер. Долгое прощание.
- 23. Эд Макбейн Сбытчик.
  - Эд Макбейн и его знатоки из 87-го полицейского участка (предисловие).
  - Эд Макбейн. Сбытчик.
  - Эд Макбейн. Покушение на Леди.
  - Эд Макбейн. Клин.
  - Эд Макбейн. Кукла.
- 24. Эд Макбейн Головоломка.
  - Эд Макбейн. Выкуп.
  - Эд Макбейн. До самой смерти.
  - Эд Макбейн. Обычная работа.
  - Эд Макбейн. Головоломка.
- 25. Ричард Пратер Кругом жулье.
  - Ричард Пратер. Яичница из гангстеров.
  - Ричард Пратер. Не сопротивляйся, убийца!
  - Ричард Пратер. Кругом жульё.
  - Ричард Пратер. Рок на двоих.
- 26. Виктор Каннинг Семейная тайна.
  - Адрия Каннинг. "Я не писательница..." (предисловие)
  - Виктор Каннинг. Тающий человек.
  - Виктор Каннинг. На языке пламени.
  - Виктор Каннинг. Семейная тайна.
- 27. Эд Макбейн Мошенники.
  - Эд Макбейн. Хохмач.
  - Эд Макбейн. Мошенники.
  - Эд Макбейн. Убийство в винном магазине.
  - Эд Макбейн. Леди, леди, это я!
- 28. Джон Диксон Карр Человек — призрак.
  - Джон Карр. Ведьмино логово.
  - Джон Карр. Часы смерти.
  - Джон Карр. Человек-призрак.
- 29. Росс Макдональд Испытание злом.
  - Росс Макдональд. Как некоторые умирают.
  - Росс Макдональд. Испытание злом.
  - Росс Макдональд. Варварский берег.
- 30. Найо Марш Занавес опускается.
  - Найо Марш. Форель и Фемида.
  - Найо Марш. Пение под покровом ночи.
  - Найо Марш. Занавес опускается.
- 31. Джон Диксон Карр Дьявол в бархате.
  - Джон Диксон Карр. Темные очки.
  - Джон Диксон Карр. Дьявол в бархате.
  - Джон Диксон Карр. Бесноватые.
- 32. Ричард Пратер Танец с мертвецом.
  - Ричард Пратер. Дело об исчезнувшей красотке.
  - Ричард Пратер. Найти женщину.
  - Ричард Пратер. Обнажись для убийства.
  - Ричард Пратер. Танец с мертвецом.
- 33. Патрик Квентин Возвращение на Бермуды.
  - Патрик Квентин. Возвращение на Бермуды.
  - Патрик Квентин. Побег к смерти.
  - Патрик Квентин. Мой сын...убийца?
  - Патрик Квентин. Он и две его жены.
- 34. Десмонд Бегли Оползень.
  - Десмонд Бэгли. Оползень.
  - Десмонд Бэгли. Золотой киль.
- 35. Росс Макдональд Озноб.
  - Росс Макдональд. Озноб.
  - Росс Макдональд. Дело Гэлтона.
  - Росс Макдональд. Спящая красавица.
- 36. Фредерик Форсайт День шакала.
  - Фредерик Форсайт. День Шакала.
  - Фредерик Форсайт. Досье «Одесса».
- 37. Джон Диксон Карр Скандал в Хай-Чимниз.
  - Джон Диксон Карр. Защиту ведет Патрик Батлер.
  - Джон Диксон Карр. Пылай, огонь!
  - Джон Диксон Карр. Скандал в Хай-Чимниз.
- 38. Маргарет Миллар Стены слушают.
  - Маргарет Миллар. Стены слушают.
  - Маргарет Миллар. В тихом омуте.
  - Маргарет Миллар. Как он похож на ангела.
- 39. Патриция Хайсмит Сочинитель убийств.
  - Патриция Хайсмит. Случайные попутчики.
  - Патриция Хайсмит. Крик совы.
  - Патриция Хайсмит. Сочинитель убийств.
- 40. Найо Марш Смерть и танцующий лакей.
  - Найо Марш. Смерть и танцующий лакей.
  - Найо Марш. Цветная схема.

## Отдельные тома (в порядке выхода)
- 41. Джон Диксон Карр Сжигающий суд.
  - Джон Диксон Карр. Убийства в замке Боустринг.
  - Джон Диксон Карр. Сжигающий суд.
  - Джон Диксон Карр. Читатель предупрежден.
- 42. Джек Хиггинс Ярость льва.
  - Джек Хиггинс. Час охотника.
  - Джек Хиггинс. Ярость льва.
  - Джек Хиггинс. Полночь не наступит никогда.
  - Джек Хиггинс. Ад всегда сегодня.
- 43. Сэйте Мацумото Стена глаз.
  - Сэйте Мацумото. Стена глаз.
  - Сэйте Мацумото. Земля-пустыня.
  - Сэйте Мацумото. Флаг в тумане.
- 44. Джон Ле Карре Война в зазеркалье.
  - Джон Ле Карре. Шпион, пришедший с холода.
  - Джон Ле Карре. Война в Зазеркалье.
  - Джон Ле Карре. В одном немецком городке.
- 45. Эд Макбейн Ружье.
  - Эд Макбейн. Десять плюс один.
  - Эд Макбейн. Легавые.
  - Эд Макбейн. Ружье.
  - Эд Макбейн. Cэди после смерти.
- 46. Леи Дейтон Берлинские похороны.
  - Лен Дейтон. Берлинские похороны.
  - Лен Дейтон. Дорогая смерть.
  - Лен Дейтон. Только когда я смеюсь.
- 47. Алистер Маклин Золотое рандеву.
  - Алистер Маклин. Ночь без конца.
  - Алистер Маклин. Дьявольский микроб.
  - Алистер Маклин. Золотое рандеву.
- 48. Дик Френсис Дьявольский коктейль.
  - Дик Френсис. Ради острых ощущений.
  - Дик Френсис. Краденая кровь.
  - Дик Френсис. Дьявольский коктейль.
- 49. Джон Макдональд След тигра.
  - Джон Макдональд. След тигра.
  - Джон Макдональд. Мыс страха.
  - Джон Макдональд. Капкан на «Волчью стаю».
  - Джон Макдональд. Утопленница.
- 50. Филлис Дороти Джеймс Не женское дело.
  - Филлис Дороти Джеймс. Лицо её закройте.
  - Филлис Дороти Джеймс. Неестественные причины.
  - Филлис Дороти Джеймс. Не женское дело.
- 51. Джозеф Уэмбо Рыцарь в синем.
  - Джозеф Уэмбо. Новые центурионы.
  - Джозеф Уэмбо. Рыцарь в синем.
- 52. Дешилл Хэммит Большой налет.
  - Дэшил Хэммет. Кровавая жатва.
  - Дэшил Хэммет. Мальтийский сокол.
  - Дэшил Хэммет. Большой налёт:
    - Дэшил Хэммет. Штопор. (рассказ)
    - Дэшил Хэммет. Обгорелое лицо. (рассказ)
    - Дэшил Хэммет. Мухомор. (рассказ)
    - Дэшил Хэммет. Большой налёт. (повесть)
    - Дэшил Хэммет. 106 тысяч за голову. (повесть)
- 53. Ричард Старк Охотник.
  - Ричард Старк. Охотник. (роман)
  - Ричард Старк. Человек, изменивший лицо. (роман)
  - Ричард Старк. Паркер и дилетант. (роман)
  - Ричард Старк. В зловещей тиши Сагамора. (роман)
  - Ричард Старк. Роковой рубеж. (роман)
- 54. Джорджио Щербаненко Юные садисты.
  - Джорджо Щербаненко. Венера без лицензии. (роман)
  - Джорджо Щербаненко. Предатели по призванию. (роман)
  - Джорджо Щербаненко. Юные садисты. (роман)
  - Джорджо Щербаненко. Миланцы убивают по субботам. (роман)
- 55. Честер Хаймз На игле.
  - Честер Хаймз. Белое золото, чёрная смерть. (роман)
  - Честер Хаймз. И в сердце нож. (роман)
  - Честер Хаймз. На игле. (роман)
  - Честер Хаймз. Слепой с пистолетом. (роман)
- 56. Эллери Квин Яд в коктеле.
  - Эллери Куин. Тайна голландского башмака. (роман)
  - Эллери Куин. Дверь между… (роман)
  - Эллери Куин. Яд в коктейле. (роман)
- 57. Эд Макбейн Цена сомнения.
  - Эд Макбейн. Смотри, как некоторые умирают. (роман)
  - Эд Макбейн. Например, любовь. (роман)
  - Эд Макбейн. Цена сомнения. (роман)
  - Эд Макбейн. Послушаем, что скажет Глухой. (роман)
- 58. Николас Фрилинг Загадка белого «мерседеса».
  - Николас Фрилинг. Загадка белого «Мерседеса». (роман)
  - Николас Фрилинг. Любовь в Амстердаме. (роман)
  - Николас Фрилинг. Ненужное зачеркнуть. (роман)
- 59. Джон Макдональд Расставание в голубом.
  - Джон Д. Макдональд. Расставание в голубом. (роман)
  - Джон Д. Макдональд. Глаза с желтизной. (роман)
  - Джон Д. Макдональд. Оранжевый для савана. (роман)
- 60. Николас Блейк В аду нет выбора.
  - Николас Блейк. Бренна земная плоть. (роман)
  - Николас Блейк. В аду нет выбора. (роман)
  - Николас Блейк. Голова путешественника. (роман)
- 61. Питер ОДоннел Вкус к смерти.
  - Питер О`Доннел. Вкус к смерти. (роман)
  - Питер О`Доннел. Недоступная девственница. (роман)
- 62. Патриция Хайсмит Два лика января.
  - Патриция Хайсмит. Этот талантливый Том Рипли. (роман)
  - Патриция Хайсмит. Два лика января. (роман)
  - Рассказы (сборник):
    - Патриция Хайсмит. Когда в Мобиле стояла флотилия. (рассказ)
    - Патриция Хайсмит. Черепашка. (рассказ)
    - Патриция Хайсмит. На крыльях надежды. (рассказ)
    - Патриция Хайсмит. Миссис Афтон, витающая в облаках. (рассказ)
    - Патриция Хайсмит. Чарующий мир улиток. (рассказ)
    - Патриция Хайсмит. Пустая скворечня. (рассказ)
    - Патриция Хайсмит. Героиня. (рассказ)
    - Патриция Хайсмит. Ещё один мост на пути. (рассказ)
- 63. Росс Томас Подставные люди.
  - Росс Томас. Обмен времён «холодной войны». (роман)
  - Росс Томас. Выборы. (роман)
  - Росс Томас. Жёлтая тень. (роман)
  - Росс Томас. Подставные люди. (роман)
- 64. Ричард Кондон Аригато.
  - Ричард Кондон. Древнейшая мудрость. (роман)
  - Ричард Кондон. Аригато. (роман)
- 65. Бретт Холлидей Визит мертвеца.
  - Бретт Холлидей. Визит мертвеца. (роман)
  - Бретт Холлидей. Майкл Шейн испытывает судьбу. (роман)
  - Бретт Холлидей. Как это случилось. (роман)
  - Бретт Холлидей. Блондинка сообщает об убийстве. (роман)
  - Бретт Холлидей. Предсмертное признание. (роман)
- 66. Росс Макдональд Омут.
  - Росс Макдональд. Омут. (роман)
  - Росс Макдональд. Обратная сторона доллара. (роман)
  - Росс Макдональд. Чёрные деньги. (роман)
- 67. Джек Кассельс Труп в саду.
  - Джон Касселс. Исполнитель. (роман)
  - Джон Касселс. Палки в колеса. (роман)
  - Джон Касселс. Шантаж. (роман)
  - Джон Касселс. Труп в саду. (роман)
- 68. Джон Макдональд Смертельный блеск золота.
  - Джон Д. Макдональд. Смерть в пурпурном краю. (роман)
  - Джон Д. Макдональд. Шустрая рыжая лисица. (роман)
  - Джон Д. Макдональд. Смертельный блеск золота. (роман)
- 69. Уинстон Грэхем Прогулочная трость.
  - Уинстон Грэхем. Прогулочная трость. (роман)
  - Уинстон Грэхем. Энджелл, Перл и Маленький Божок. (роман)
- 70. Эдвард Эронс Женщина с Мальты.
  - Эдвард Эронс. Задание — Будапешт. (роман)
  - Эдвард Эронс. Карлотта Кортес. (роман)
  - Эдвард Эронс. Задание — Карачи. (роман)
  - Эдвард Эронс. Женщина с Мальты. (роман)
- 71. Лесли Чартерис Знак святого.
  - Лесли Чартерис. Знак святого.
  - Лесли Чартерис. Святой против треугольника.
  - Лесли Чартерис. Святой закрывает дело.
- 72. Ричард и фрэнсис Локридж Акцент на убийство.
  - Ричард Локридж, Френсис Локридж. Встаньте и умрите. (роман)
  - Ричард Локридж, Френсис Локридж. Акцент на убийство. (роман)
  - Ричард Локридж, Френсис Локридж. С помощью камня. (роман)
  - Ричард Локридж. Цена имени — жизнь. (роман)
- 73. Дэй Кин Шаг к убийству.
  - Дей Кин. Девушка с дурной репутацией. (роман)
  - Дей Кин. Убийство — тяжкий грех. (роман)
  - Дей Кин. Подружка Морана. (роман)
  - Дей Кин. Шаг к убийству. (роман)
- 74. Хью Пентикост Смерть у подиума.
  - Хью Пентикост. Жестокий выбор. (роман)
  - Хью Пентикост. Смерть у подиума. (роман)
  - Хью Пентикост. Мертвая красавица. (роман)
  - Послесловие.
  - Библиография романов, опубликованных под псевдонимом Хью Пентикоста.
- 75. Джон Диксон Карр Вне подозрений.
  - Джон Диксон Карр. Отравление в шутку. (роман)
  - Джон Диксон Карр. Убийство в музее восковых фигур. (роман)
  - Джон Диксон Карр. Вне подозрений. (роман)
  - Послесловие.
  - Библиография романов Джона Диксона Карра.
- 76. Корнелл Вулрич Невеста была в чёрном.
  - Корнелл Вулрич. Невеста была в чёрном. (роман)
  - Корнелл Вулрич. У ночи тысяча глаз. (роман)
  - Послесловие.
  - Библиография произведений Корнелла Вулрича.
- 77. Джек Хиггинс Ключи от ада.
  - Джек Хиггинс. Ключи от ада. (роман)
  - Джек Хиггинс. Отчаянный враг. (роман)
  - Джек Хиггинс. К востоку от одиночества. (роман)
  - Джек Хиггинс. За час до полуночи. (роман)
  - Послесловие.
  - Библиография романов Джека Хиггинса.
- 78. Патрик Квентин Ловушка.
  - Патрик Квентин. Шарада для игроков. (роман)
  - Патрик Квентин. Шарада для эксцентричных леди. (роман)
  - Патрик Квентин. Ловушка. (роман)
  - Послесловие.
  - Библиография произведений Патрика Квентина.
- 79. Эллери Квин Я больше не полицейский.
  - Эллери Куин. Четвёртая сторона треугольника. (роман)
  - Эллери Куин. Я больше не полицейский. (роман)
  - Эллери Куин. Последняя женщина в его жизни. (роман)
  - Послесловие.
  - Библиография произведений Эллери Квина.
- 80. Грегори Макдональд Карнавал Флетча.
  - Грегори Макдональд. Карнавал Флетча. (роман)
  - Грегори Макдональд. Жребий Флетча. (роман)
  - Грегори Макдональд. Флетч и Мокси. (роман)
  - Грегори Макдональд. Выбор Флетча. (роман)
- 81. Дик Френсис Без шансов.
  - Дик Френсис. Без шансов. (роман)
  - Дик Френсис. Бурный финиш. (роман)
  - Дик Френсис. Расследование. (роман)
- 82. Джек Хиггинс Железный тигр.
  - Джек Хиггинс. Тысяча ликов ночи. (роман)
  - Джек Хиггинс. Железный тигр. (роман)
  - Джек Хиггинс. Судная ночь на Сионе. (роман)
  - Послесловие.
  - Библиография романов Джека Хиггинса.
- 83. Микки Спиллейн Фактор Дельта.
  - Микки Спиллейн. Фактор Дельта. (роман)
  - Микки Спиллейн. Под крышкой гроба. (роман)
  - Микки Спиллейн. Ублюдок Бэннерман. (повесть)
  - Послесловие.
  - Библиография произведений Микки Спиллейна.
- 84. Ван Вик Мейсон Операция «Занзибар».
  - Ван Вик Мейсон. Операция «Занзибар». (роман)
  - Ван Вик Мейсон. Секретная миссия «Маракаибо». (роман)
  - Послесловие.
  - Библиография произведений Ван Вик Мейсона.
- 85. Джон Макдональд Лёгкая нажива.
  - Джон Д. Макдональд. Лёгкая нажива. (роман)
  - Джон Д. Макдональд. Девушка, золотые часы и все остальное. (роман)
  - Послесловие.
  - Библиография произведений Джона Д. Макдональда.
- 86. Микки Спиллейн Мой убийца.
  - Микки Спиллейн. Ночь одиночества. (роман)
  - Микки Спиллейн. Я, гангстер! (повесть)
  - Микки Спиллейн. Возвращение гангстера. (повесть)
  - Микки Спиллейн. Мой убийца. (повесть)
  - Микки Спиллейн. Убийство через семь лет. (повесть)
  - Послесловие.
  - Библиографияи произведений Микки Спиллейна.
- 87. Николас Фрилинг Двойной узел.
  - Николас Фрилинг. Виноваты кошки. (роман)
  - Николас Фрилинг. Двойной узел. (роман)
  - Николас Фрилинг. Разговор на криминальную тему. (роман)
  - Послесловие.
  - Библиография романов Николаса Фрилинга.
- 88. Эдвард Эронс Школа шпионов.
  - Эдвард Эронс. Задание — Нидерланды. (роман)
  - Эдвард Эронс. Школа шпионов. (роман)
  - Эдвард Эронс. Лунная девушка. (роман)
  - Библиография произведений Эдварда Эронса.
- 89. Росс Макдональд Беда преследует меня.
  - Росс Макдональд. Беда преследует меня. (роман)
  - Росс Макдональд. Коррумпированный город. (роман)
  - Росс Макдональд. Три дороги. (роман)
  - Послесловие.
  - Библиография романов Росса Макдональда.
- 90. Ричард Старк Авантюра.
  - Ричард Старк. Плакальщик. (роман)
  - Ричард Старк. Авантюра. (роман)
  - Ричард Старк. Ограбление «Зеленого Орла. (роман)
  - Ричард Старк. Афера с редкими монетами. (роман)
  - Послесловие.
  - Библиография произведений Дональда Уэстлейка.
- 91. Виктор Каннинг Человек с «Турецкого невольника».
  - Виктор Каннинг. Человек с «Турецкого невольника». (роман)
  - Виктор Каннинг. Горсть серебра. (роман)
  - Послесловие.
  - Библиография.
- 92. Джек Хиггинс Погребальный звон по храбрым.
  - Джек Хиггинс. Темная сторона острова. (роман)
  - Джек Хиггинс. Ночной рейс. (роман)
  - Джек Хиггинс. Темная сторона улицы. (роман)
  - Джек Хиггинс. Погребальный звон по храбрым. (роман)
  - Послесловие.
  - Библиография романов Джека Хиггинса.
- 93. Ричард Старк Сражение.
  - Ричард Старк. Похищение чёрного льда. (роман)
  - Ричард Старк. Двойная игра. (роман)
  - Ричард Старк. Сражение. (роман)
  - Ричард Старк. Грабители. (роман)
  - Послесловие.
  - Библиография произведений Дональда Уэстлейка.
- 94. Реджинальд Хилл Интриганка.
  - Реджинальд Хилл. Интриганка. (роман)
  - Реджинальд Хилл. Процесс познания. (роман)
  - Послесловие.
  - Библиография произведений Реджинальда Хилла.
- 95. Джо Горес Замурованный труп.
  - Джо Горес. Время хищников. (роман)
  - Джо Горес. Замурованный труп. (роман)
  - Послесловие.
  - Библиография произведений Джо Гореса.
- 96. Лен Дейтон Кровавый круг.
  - Лен Дейтон. Кровавый круг. (роман)
  - Лен Дейтон. Мозг стоимостью в миллиард долларов. (роман)
  - Послесловие.
  - Библиография произведений Лена Дейтона.
- 97. Гэвин Лайалл Обвинить мертвых.
  - Гэвин Лайалл. Венера с пистолетом. (роман)
  - Гэвин Лайалл. Обвинить мёртвых. (роман)
  - Послесловие.
  - Библиография произведений Гэвила Лайалла.
- 98. Джек Хиггинс Игра для героев.
  - Джек Хиггинс. Игра для героев. (роман)
  - Джек Хиггинс. Последнее место, которое создал Бог. (роман)
  - Джек Хиггинс. День расплаты. (роман)
  - Послесловие.
  - Библиография произведений Джека Хиггинса.
- 99. Чарльз Вильямс Бриллиантовое бикини.
  - Чарльз Вильямс. Бриллиантовое бикини. (роман)
  - Чарльз Вильямс. Промедление смерти подобно. (роман)
  - Чарльз Вильямс. Человек на поводке. (роман)
  - Послесловие.
  - Библиография произведений Чарльза Вильямса.
- 100. Гэвин Лайалл Очень опасная игра.
  - Гэвин Лайалл. Темная сторона неба. (роман)
  - Гэвин Лайалл. Очень опасная игра. (роман)
  - Послесловие.
  - Библиография произведений Гэвила Лайалл.
  - «Дорогой читатель!» (от редакции).
- 101. Джек Хиггинс Он ещё отомстит.
  - Джек Хиггинс. Он ещё отомстит. (роман)
  - Джек Хиггинс. Гнев Божий. (роман)
  - Джек Хиггинс. Прорыв из Хуфры (роман)
  - Послесловие.
  - Библиография произведений Джека Хиггинса.
- 102. Джордж Кокс Смерть на перешейке.
  - Джордж Хармон Кокс. Коммерческий рейс в Каракас. (роман)
  - Джордж Хармон Кокс. Смерть на перешейке. (роман)
  - Джордж Хармон Кокс. Безутешная вдова. (роман)
  - Послесловие.
  - Библиография произведений Джорджа Кокса.
- 103. Чарльз Вильямс На мели.
  - Чарльз Вильямс. Девушка с холмов. (роман)
  - Чарльз Вильямс. Парусиновый саван. (роман)
  - Чарльз Вильямс. На мели. (роман)
  - Послесловие.
  - Библиография произведений Чарльза Вильямса.
- 104. Гэвин Лайалл Сценарий со стрельбой.
  - Гэвин Лайалл. Сразу после полуночи. (роман)
  - Гэвин Лайалл. Сценарий со стрельбой. (роман)
  - Послесловие.
  - Библиография произведений Лайалла Гэвина.
- 105. Боб Джадд Трасса смерти.
  - Боб Джадд. Финикс. (роман)
  - Боб Джадд. Трасса смерти. (роман)
  - Послесловие.
  - Библиография произведений Боба Джадда.
- 106. Эд Макбейн Грабитель.
  - Эд Макбейн. Грабитель. (роман).
  - Эд Макбейн. 80 миллионов глаз. (роман)
  - Эд Макбейн. Предрассветный час:
    - Эд Макбейн. Предрассветный час. (повесть)
    - Эд Макбейн. Буква на стене. (повесть)
    - Эд Макбейн. Метель. (повесть)

  - Послесловие.
  - Библиография произведений Эда Макбейна.
- 107. Микки Спиллейн Я умру завтра.
  - Микки Спиллейн. Змея. (роман)
  - Микки Спиллейн. Торговцы смертью. (роман).
  - Микки Спиллейн. Я умру завтра:
    - Макс Алан Коллинз. Предисловие. (статья)
    - Микки Спиллейн. Смерть придет завтра. (рассказ)
    - Микки Спиллейн. Девушка за изгородью. (рассказ)
    - Микки Спиллейн. Встань и умри! (повесть)
    - Микки Спиллейн. Карманник. (рассказ)
    - Микки Спиллейн. Кинопроба на Майка Хаммера. (рассказ)
    - Микки Спиллейн. Моя месть — секс. (рассказ)
    - Микки Спиллейн. Внимание... Соберись и действуй! (рассказ)
    - Микки Спиллейн. Записи о «золотой лихорадке». (рассказ)
    - Микки Спиллейн. Все следят за мной. (повесть).

  - Послесловие.
  - Библиография произведений Микки Спиллейна.
- 108. Эд Макбейн Убийца из Норфолка.
  - Эд Макбейн. Убийца из Норфолка. (роман)
  - Эд Макбейн. Исчезнувшие девушки. (роман)
  - Эд Макбейн. Большой человек. (роман)
  - Послесловие.
  - Библиография произведений Эда Макбейна.
- 109. Росс Макдональд Найти жертву.
  - Росс Макдональд. Найти жертву. (роман)
  - Росс Макдональд. Мое имя Лу Арчер:
    - Росс Макдональд. Ищите женщину. (рассказ)
    - Росс Макдональд. Пропавшая девушка. (рассказ)
    - Росс Макдональд. Бородатая леди. (рассказ)
    - Росс Макдональд. Самоубийство. (рассказ)
    - Росс Макдональд. Золотистая блондинка. (рассказ)
    - Росс Макдональд. Дурная привычка. (рассказ)
    - Росс Макдональд. Пустая затея. (рассказ)

  - Послесловие.
  - Библиотека произведений Росса Макдональда.
- 110. Элмор Леонард Ромовый пунш.
  - Элмор Леонард. Ромовый пунш. (роман)
  - Элмор Леонард. Пронто. (роман)
  - Послесловие.
  - Библиография романов Элмора Леонарда.
- 111. Тед Олбери Перебежчик.
  - Тед Олбери. Время без теней. (роман).
  - Тед Олбери. Перебежчик. (роман)
  - Послесловие.
  - Библиография произведений Теда Олбери.
- 112. Уильям Бернхардт Слепое правосудие.
  - Уильям Бернхардт. Слепое правосудие. (роман)
  - Уильям Бернхардт. Смертельное правосудие. (роман)
  - Послесловие.
  - Библиография произведений Уильяма Бернхардта.
- 113. Тед Олбери На острие ножа.
  - Тед Олбери. На острие ножа. (роман)
  - Тед Олбери. Покажите мне героя. (роман)
  - Послесловие.
  - Библиография произведений Теда Олбери.
- 114. Уильям Бернхардт Истинное правосудие.
  - Уильям Бернхардт. Начало служения правосудию. (роман)
  - Уильям Бернхардт. Истинное правосудие. (роман)
  - Библиография произведений Уильяма Бернхардта.
- 115. Джен Робертс Кровавый контракт.
  - Джен Робертс. Кровавый контракт. (роман)
  - Джен Робертс. Кровавые поцелуи. (роман)
  - Послесловие.
  - Библиография произведений Джен Робертс.
- 116. Уолтер Мосли Красная смерть.
  - Уолтер Мосли. Дьвол в синем. (роман)
  - Уолтер Мосли. Красная смерть. (роман)
  - Послесловие.
  - Библиография произведений Уолтера Мосли.
- 117. Виктор Каннинг Смертельная ловушка.
  - Виктор Каннинг. Под неусыпным оком. (роман)
  - Виктор Каннинг. Смертельная ловушка. (роман)
  - Послесловие.
  - Библиография произведений Виктора Каннинга.
- 118. Дональд Уэстлейк Плата за страх.
  - Дональд Уэстлейк. Разная любовь, разная смерть. (роман)
  - Дональд Уэстлейк. Плата за страх. (роман)
  - Дональд Уэстлейк. Восковое яблоко. (роман)
  - Послесловие.
  - Библиография произведений Дональда Уэстлейка.
- 119. Дэй Кин Обвиняемый.
  - Дей Кин. Обвиняемый. (роман)
  - Дей Кин. Переспать с дьяволом. (роман)
  - Дей Кин. ...и пошёл тот человек по кривой дорожке. (роман)
  - Послесловие.
  - Библиография произведений Дея Кина.
- 120. Виктор Каннинг Дерево дракона.
  - Виктор Каннинг. Дерево дракона. (роман)
  - Виктор Каннинг. Рука-хлыст. (роман)
  - Послесловие.
  - Библиография произведений Виктора Каннинга.
- 121. Дональд Уэстлейк Ограбление банка.
  - Дональд Уэстлейк. Отбившийся голубь. (роман)
  - Дональд Уэстлейк. Шпион без косметики. (роман)
  - Дональд Уэстлейк. Ограбление банка. (роман)
  - Послесловие.
  - Библиография произведений Дональда Уэстлейка.
- 122. Виктор Каннинг Заложник «Королевы».
  - Виктор Каннинг. Дом семи мух. (роман)
  - Виктор Каннинг. Заложник «Королевы». (роман)
  - Послесловие.
  - Библиография произведений Виктора Каннинга.
- 123. Дэй Кин Карнавал смерти.
  - Дей Кин. Куда пропала Вилма? (роман)
  - Дей Кин. Поездка на Самоа. (роман)
  - Дей Кин. Карнавал смерти. (роман)
  - Послесловие.
  - Библиография произведений Дея Кина.
- 124. Дональд Уэстлейк Наемники.
  - Дональд Уэстлейк. Наемники. (роман)
  - Дональд Уэстлейк. В колыбели с голодной крысой. (роман)
  - Послесловие.
  - Библиография произведений Дональда Уэстлейка.
- 125. Патрик Квентин Шантаж.
  - Патрик Квентин. Шантаж. (роман)
  - Патрик Квентин. Загадка для марионеток. (роман)
  - Послесловие.
  - Библиография произведений Патрика Квентина.
- 126. Питер ОДоннел Алмазов не бывает много.
  - Питер О`Доннел. Алмазов не бывает много. (роман)
  - Питер О`Доннел. Серебряная воительница. (роман)
  - Бо Ландин. Послесловие.
  - Библиография произведений Питера О`Доннела.
- 127. Уильям Айриш Леди призрак.
  - Уильям Айриш. Леди-призрак. (роман)
  - Уильям Айриш. Я вышла замуж за покойника. (роман)
  - Послесловие.
  - Библиография произведений.
- 128. Уильям Айриш Убийца поневоле.
  - Уильям Айриш. Вальс в темноту. (роман)
  - Уильям Айриш. Убийца поневоле:
    - Уильям Айриш. Окно во двор. (рассказ)
    - Уильям Айриш. Post mortem. (рассказ)
    - Уильям Айриш. Ровно в три часа... (рассказ)
    - Уильям Айриш. Убивать, так сразу! (рассказ)
    - Уильям Айриш. Убийца поневоле. (рассказ)

  - Послесловие.
  - Библиография произведений.
- 129. Эдвард Эронс Защитники.
  - Эдвард Эронс. Ночной кошмар. (роман)
  - Эдвард Эронс. Дар смерти. (роман)
  - Эдвард Эронс. Защитники. (роман)
  - Послесловие.
  - Библиография произведений Эдварда Эронса.
- 130. Джон Диксон Карр Клетка для простака.
  - Джон Диксон Карр. Клетка для простака. (роман)
  - Джон Диксон Карр. Тот, кто шепчет. (роман)
  - Послесловие.
  - Библиография произведения Джона Диксона Карра.
- 131. Чарльз Вильямс Страх на побережье.
  - Чарльз Вильямс. Девушка из большого города. (роман)
  - Чарльз Вильямс. Страх на побережье. (роман)
  - Чарльз Вильямс. Искренне ваш... (роман)
  - Послесловие.
  - Библиография произведений Чарльза Вильямса.
- 132. Дэй Кин Доставь его мертвым.
  - Дей Кин. Доставь его мертвым. (роман)
  - Дей Кин. Пропала стриптизерша. (роман)
  - Дей Кин. Майами, 59. (роман)
  - Послесловие.
  - Библиография произведений Дэя Кина.
- 133. Честер Хаймз Каждому свое.
  - Честер Хаймз. Каждому свое. (роман)
  - Честер Хаймз. Греза чистого золота. (роман)
  - Честер Хаймз. Беги, негр, беги. (роман)
- 134. Эд Макбейн Беглец.
  - Эд Макбейн. Часовые свободы. (роман)
  - Эд Макбейн. Беглец. (роман)
  - Послесловие.
  - Библиография произведений Эда Макбейна.
- 135. Дэй Кин Каждый может умереть.
  - Дэй Кин. Каждый может умереть. (роман)
  - Дэй Кин. Чикаго, 11. (роман)
  - Послесловие.
  - Библиография произведений Дэя Кина.
- 136. Эд Макбейн Дело принципа.
  - Эд Макбейн. Дело принципа. (роман)
  - Эд Макбейн. Острый каблук. (роман)
  - Послесловие.
  - Библиография произведений Эда Макбейна.
- 137. Ричард Старк Лимоны никогда не лгут.
  - Ричард Старк. Ограбление. (роман)
  - Ричард Старк. Мафия. (роман)
  - Ричард Старк. Лимоны никогда не лгут. (роман)
  - Послесловие.
  - Библиография произведений Дональда Уэстлейка (Ричарда Старка).
- 138. Бретт Холлидей Убийство мой бизнес.
  - Бретт Холлидей. Частная практика Майкла Шейна. (роман)
  - Бретт Холлидей. Не теряй головы. (роман)
  - Бретт Холлидей. Убийство — мой бизнес. (роман)
  - Послесловие.
  - Библиография произведений Бретта Холлидея.
- 139. Эд Макбейн Дети джунглей.
  - Эд Макбейн. Голова лошади. (роман)
  - Эд Макбейн. Маленький плут и няня. (роман)
  - Эд Макбейн. Дети джунглей. (сборник):
    - Эван Хантер. Первое обвинение. (рассказ)
    - Эван Хантер. Порочный круг. (рассказ)
    - Эван Хантер. «Маленькое» убийство. (рассказ)
    - Эван Хантер. В любое время могу бросить... (рассказ)
    - Эван Хантер. Преследователь. (рассказ)
    - Эван Хантер. Сломать стену. (рассказ)
    - Эван Хантер. Козел отпущения. (рассказ)
    - Эван Хантер. Посмотреть, как он умрет. (рассказ)
    - Эван Хантер. Дети джунглей. (рассказ)
    - Эван Хантер. Эпидемия. (рассказ)
    - Эван Хантер. Дитя-убийца. (рассказ)
    - Эван Хантер. Твоя очередь! (рассказ)

  - Послесловие.
  - Библиография произведений Эда Макбейна.
- 140. Джим Томпсон Дикий город.
  - Джим Томпсон. Убийство. (роман)
  - Джим Томпсон. Дикий город. (роман)
  - Джим Томпсон. На хвосте Техас. (роман)
  - Послесловие.
  - Библиография произведений Джима Томпсона.
- 141. Хью Пентикост Позолоченный кошмар.
  - Хью Пентикост. Обожравшийся каннибал. (роман)
  - Хью Пентикост. Позолоченный кошмар. (роман)
  - Хью Пентикост. Ходячий покойник. (роман)
  - Послесловие.
  - Библиография романов, опубликованных под псевдонимом Хью Пентикост.
- 142. Джим Томпсон Побег.
  - Джим Томпсон. Сейчас и на земле. (роман)
  - Джим Томпсон. Преступление. (роман)
  - Джим Томпсон. Побег. (роман)
  - Послесловие.
  - Библиография произведений Джима Томпсона.
- 143. Хью Пентикост Снайпер.
  - Хью Пентикост. Снайпер. (роман)
  - Хью Пентикост. Шестипалая. (роман)
  - Хью Пентикост. Чума насилия. (роман)
  - Послесловие.
  - Библиография романов Хью Пентикоста.
- 144. Дональд Гамильтон Ликвидаторы.
  - Дональд Гамильтон. Аварийная бригада. (роман)
  - Дональд Гамильтон. Ликвидаторы. (роман)
  - Дональд Гамильтон. Свора убийц. (роман)
  - Послесловие.
  - Библиография произведений Дональда Гамильтона.
- 145. Дональд Уэстлейк Полицейские и воры.
  - Дональд Уэстлейк. И только потом пожалели. (роман)
  - Дональд Уэстлейк. Полицейские и воры. (роман)
  - Дональд Уэстлейк. Блаженный грешник. (рассказ)
  - Дональд Уэстлейк. Одинокий островитянин. (рассказ)
  - Дональд Уэстлейк. Прибавка в весе. (рассказ)
  - Дональд Уэстлейк. Несколько любопытных фактов перед моей казнью. (рассказ)
  - Дональд Уэстлейк. Спокойной ночи. (рассказ)
  - Дональд Уэстлейк. Рискованная профессия. (рассказ)
  - Дональд Уэстлейк. Не трясите фамильное древо. (рассказ)
  - Дональд Уэстлейк. До седьмого пота. (рассказ)
  - Дональд Уэстлейк. Аллергия. (рассказ)
  - Дональд Уэстлейк. Дьявольщина. (рассказ)
  - Дональд Уэстлейк. Милейший в мире человек. (рассказ)
  - Дональд Уэстлейк. Послесловие.
  - Послесловие.
  - Библиография произведений Дональда Уэстлейка.
- 146. Дэвид Гудис Ночной патруль.
  - Дэвид Гудис. Любимая женщина Кэссиди. (роман)
  - Дэвид Гудис. Медвежатник. (роман)
  - Дэвид Гудис. Ночной патруль. (роман)
  - Послесловие.
  - Библиография произведений Дэвида Гудиса.
- 147. Джек Хиггинс Год Тигра.
  - Джек Хиггинс. Год Тигра. (роман)
  - Джек Хиггинс. На родине предков. (роман)
  - Джек Хиггинс. Ночная смена. (роман)
  - Послесловие.
  - Библиография произведений Джека Хиггинса.
- 148. Джон Макдональд Месть в коричневой бумаге.
  - Джон Д. Макдональд. Бледно-серая шкура виновного. (роман)
  - Джон Д. Макдональд. Месть в коричневой бумаге. (роман)
  - Послесловие.
  - Библиография произведений Джона Макдональда.
- 149. Чарльз Вильямс Мертвый штиль.
  - Чарльз Вильямс. Женщина из захолустья. (роман)
  - Чарльз Вильямс. Дядюшка Сагамор и его девочки. (роман)
  - Чарльз Вильямс. Мертвый штиль. (роман)
  - Послесловие.
  - Библиография произведений Чарльза Вильямса.
- 150. Ричард Кондон Безумная ярость.
  - Ричард Кондон. Безумная ярость. (роман)
  - Ричард Кондон. Кино со смертельным исходом. (роман)
  - Послесловие.
  - Библиография произведений Ричарда Кондона.
- 151. Сирил Хейл Чисто английское убийство[к. 1].
  - Сирил Хейр. Чисто английское убийство. (роман)
  - Сирил Хейр. Смерть под тисами. (роман)
- Сирил Хейр. Своевременная кончина. (роман)
  - Послесловие.
  - Библиография произведений Сирила Хейра.
- 152. Джеймс Кейн Почтальон всегда звонит дважды.
  - Джеймс Кейн. Почтальон всегда звонит дважды. (роман)
  - Джеймс Кейн. Серенада. (роман)
  - Джеймс Кейн. Двойная страховка. (роман)
  - Джеймс Кейн. Бабочка. (роман)
  - Послесловие.
  - Библиография произведений Джеймса Кейна.
- 153. Петер Рабе Пуля вместо отпуска.
  - Петер Рабе. Бенни. (роман)
  - Петер Рабе. Пуля вместо отпуска. (роман)
  - Петер Рабе. Исход — только смерть. (роман)
  - Послесловие.
  - Библиография произведений Петера Рабе.
- 154. Хью Пентикост Ложная жертва.
  - Хью Пентикост. По следу смеющегося маньяка. (роман)
  - Хью Пентикост. Ложная жертва. (роман)
  - Хью Пентикост. Крылья безумия. (роман)
  - Послесловие.
- 155. Дональд Гамильтон Чистильщики.
  - Дональд Гамильтон. Гибель гражданина. (роман)
  - Дональд Гамильтон. Чистильщики. (роман)
  - Дональд Гамильтон. В засаде. (роман)
  - Послесловие.
  - Библиография произведений Дональда Гамильтона.
- 156. Джон Макдональд Молчание золотых песков.
  - Джон Макдональд. Долгий фиалковый взгляд. (роман)
  - Джон Макдональд. Молчание золотых песков. (роман)
  - Послесловие.
  - Библиография произведений Джона Макдональда.
- 157. Фрэнк Грубер Честная игра[к. 2].
  - Фрэнк Грубер. Честная игра. (роман)
  - Фрэнк Грубер. Говорящие часы. (роман)
  - Фрэнк Грубер. Бей ниже пояса, бей наповал. (роман)
  - Послесловие.
  - Библиография произведений Фрэнка Грубера.
- 158. Брайан Гарфилд Смертельное желание.
  - Брайан Гарфилд. Миссия выполнима. (роман)
  - Брайан Гарфилд. Смертельное желание. (роман)
  - Послесловие.
  - Библиография произведений Брайана Гарфилда.
- 159. Хью Пентикост Убийство жарким летом.
  - Хью Пентикост. Замок Тэсдея. (роман)
  - Хью Пентикост. Убийство жарким летом. (роман)
  - Хью Пентикост. Исчезнувший сенатор. (роман)
  - Послесловие.
  - Библиография романов Хью Пентикоста.
- 160. Николас Блейк Решающая улика.
  - Николас Блейк. Минута на убийство. (роман)
  - Николас Блейк. Решающая улика. (роман)
  - Послесловие.
  - Библиография произведений Николаса Блейка.
- 161. Брайан Гарфилд Неумолимый.
  - Брайан Гарфилд. Предумышленное убийство. (роман)
  - Брайан Гарфилд. Что известно о Терри Коннистон? (повесть)
  - Брайан Гарфилд. Неумолимый. (роман)
  - Послесловие.
  - Библиография произведений Брайана Гарфилда.
- 162. Николас Фрилинг На что способны блондинки.
  - Николас Фрилинг. Опасные красавицы. (роман)
  - Николас Фрилинг. На что способны блондинки. (роман)
  - Послесловие.
  - Библиография романов Николаса Фрилинга.
- 163. Джон Диксон Карр Темная сторона луны.
  - Джон Диксон Карр. Дом на Локте Сатаны. (роман)
  - Джон Диксон Карр. Тёмная сторона луны. (роман)
  - Послесловие.
  - Библиография произведений Джона Диксона Карра.
- 164. Дональд Гамильтон Похитители.
  - Дональд Гамильтон. Преследователи. (роман)
  - Дональд Гамильтон. Похитители. (роман)
  - Дональд Гамильтон. Разрушители. (роман)
  - Послесловие.
  - Библиография произведений Дональда Гамильтона.
- 165. Джон Макдональд Оставшийся в живых.
  - Джон Макдональд. В бегах. (роман)
  - Джон Д. Макдональд. Оставшийся в живых. (роман)
  - Послесловие.
  - Библиография произведений Джона Макдональда.
- 166. Элмор Леонард Под прицелом.
  - Элмор Леонард. Под прицелом. (роман)
  - Элмор Леонард. Без правил. (роман)
  - Послесловие.
  - Библиография произведений Элмора Леонарда.
- 167. Николас Блейк Чудовище должно умереть.
  - Николас Блейк. Чудовище должно умереть. (роман)
  - Николас Блейк. Личная рана. (роман)
  - Послесловие.
  - Библиография произведений Николаса Блейка.
- 168. Джон Макдональд Мы убили их в понедельник.
  - Джон Д. Макдональд. Захлопни большую дверь. (роман)
  - Джон Д. Макдональд. Мы убили их в понедельник. (роман)
  - Джон Д. Макдональд. Где Дженис Гэнтри? (роман)
  - Послесловие.
  - Библиография произведений Джона Макдональда.
- 169. Сирил Хейр Трагедия закона.
  - Сирил Хейр. Трагедия закона. (роман)
  - Сирил Хейр. Простым канцелярским шилом. (роман)
  - Послесловие.
  - Библиография произведений Сирила Хейра.
- 170. Дональд Гамильтон Предатели. 2001 год.
  - Дональд Гамильтон. Предатели. (роман)
  - Дональд Гамильтон. Создатели угрозы. (роман)
  - Дональд Гамильтон. Проныры. (роман)
  - Послесловие.
  - Библиография произведений Дональда Гамильтона.
- 171. Джон Диксон Карр Игра в кошки-мышки.
  - Джон Диксон Карр. Убийство арабских ночей. (роман)
  - Джон Диксон Карр. Игра в кошки-мышки. (роман)
  - Послесловие.
  - Библиография произведений Джона Диксона Карра.
- 172. Дональд Гамильтон Ночной попутчик.
  - Дональд Гамильтон. Ночной попутчик. (роман)
  - Дональд Гамильтон. Линия огня. (роман)
  - Дональд Гамильтон. У убийц блестят глаза. (роман)
  - Послесловие.
  - Библиография произведений Дональда Гамильтона.
- 173. Хью Пентикост Где снег был красным.
  - Хью Пентикост. Двадцать четвёртая лошадь. (роман)
  - Хью Пентикост. Где снег был красным. (роман)
  - Хью Пентикост. На грани безумия. (роман)
  - Послесловие.
  - Билиография романов Хью Пентикоста.
- 174. Джон Макдональд В плену подозрений.
  - Джон Д. Макдональд. В плену подозрений. (роман)
  - Джон Д. Макдональд. Клемми. (роман)
  - Послесловие.
  - Библиография произведений Джона Макдональда.
- 175. Дональд Гамильтон Интриганы.
  - Дональд Гамильтон. Отравители. (роман)
  - Дональд Гамильтон. Интриганы. (роман)
  - Послесловие.
  - Библиография произведений Дональда Гамильтона.
- 176. Хью Пентикост Королевство смерти.
  - Хью Пентикост. Королевство смерти. (роман)
  - Хью Пентикост. Запятнанный ангел. (роман)
  - Хью Пентикост. Убийца на вечеринке с шампанским. (роман)
  - Послесловие.
  - Библиография романов Хью Пентикоста.
- 177. Ричард Пратер Трое под одним саваном.
  - Ричард Пратер. Гнездо разврата. (роман)
  - Ричард Пратер. Раскопай эту чертову могилу. (роман)
  - Ричард Пратер. Трое под одним саваном:
    - Ричард Пратер. Кровавые выборы. (повесть)
    - Ричард Пратер. Внезапная догадка. (повесть)
    - Ричард Пратер. Дело об украденных драгоценностях. (повесть)

  - Послесловие.
  - Библиография произведений Ричарда Пратера.
- 178. Сирил Хейр Самоубийство исключается.
  - Сирил Хейр. Смерть — не азартный охотник. (роман)
  - Сирил Хейр. Самоубийство исключается. (роман)
  - Послесловие.
  - Библиография произведений Сирила Хейра.
- 179. Фрэнк Грубер Рынок для убийства.
  - Фрэнк Грубер. Серебряный мул. (роман)
  - Фрэнк Грубер. Рынок для убийства. (роман)
  - Фрэнк Грубер. Монахи-молчальники. (роман)
  - Послесловие.
  - Библиография произведений Фрэнка Грубера.
- 180. Джон Гарднер Ликвидатор.
  - Джон Гарднер. Ликвидатор. (роман)
  - Джон Гарднер. Янтарная девятка. (роман)
  - Послесловие.
  - Библиография произведений Джона Гарднера.
- 181. Джон Диксон Карр Спящий сфинкс.
  - Джон Диксон Карр. Спящий сфинкс. (роман)
  - Джон Диксон Карр. Стук мертвеца. (роман)
  - Послесловие.
  - Библиография произведений Джона Диксона Карра.
- 182. Николас Фрилинг Сфера влияния.
  - Николас Фрилинг. Вальпараисо. (роман)
  - Николас Фрилинг. Сфера влияния. (роман)
  - Николас Фрилинг. Ать-Два! (роман)
  - Послесловие.
  - Библиография произведений Николаса Фрилинга.
- 183. Николас Блейк Убийство на пивоварне.
  - Николас Блейк. Убийство на пивоварне. (роман)
  - Николас Блейк. Дело мерзкого снеговика. (роман)
  - Послесловие.
  - Библиография произведений Николаса Блейка.
- 184. Джон Диксон Карр Человек без страха.
  - Джон Диксон Карр. Согнутая петля. (роман)
  - Джон Диксон Карр. Человек без страха. (роман)
  - Послесловие.
  - Библиография произведений Джона Диксона Карра.
- 185. Майкл Аваллон Смерть ныряет глубоко.
  - Майкл Аваллон. Труп, усыпанный цветами. (роман)
  - Майкл Аваллон. Ядерный чемоданчик. (роман)
  - Майкл Аваллон. Смерть ныряет глубоко. (роман)
  - Послесловие.
  - Библиография произведений Майклв Аваллона.
- 186. Ричард Пратер Двойные неприятности.
  - Ричард Пратер. Торговец плотью. (роман)
  - Ричард Пратер. Двойные неприятности. (роман)
  - Послесловие.
  - Библиография произведений Ричарда Пратера.
- 187. Ричард Пратер Тепло оружия.
  - Ричард Пратер. Тепло оружия. (роман)
  - Ричард Пратер. Рукопись Чейна. (роман)
  - Послесловие.
  - Библиография произведений Ричарда Пратера.
- 188. Сирил Хейр Смерть играет.
  - Сирил Хейр. Жилец. (роман)
  - Сирил Хейр. Смерть играет. (роман)
  - Послесловие.
  - Библиография произведений Сирила Хейра.
- 189. Ричард Пратер Убить клоуна.
  - Ричард Пратер. Отчаянное преследование. (роман)
  - Ричард Пратер. Убить клоуна. (роман)
  - Ричард Пратер. Казнить его дважды. (роман)
  - Послесловие.
  - Библиография произведений Ричарда Пратера.
- 190. Эрик Эмблер Свет дня.
  - Эрик Амблер. Свет дня. (роман)
  - Эрик Амблер. Грязная история. (роман)
  - Послесловие.
  - Библиография произведений Эрика Эмблера.
- 191. Джон Диксон Карр Девять неправильных ответов.
  - Джон Диксон Карр. Девять неправильных ответов. (роман)
  - Джон Диксон Карр. Назло громам. (роман)
  - Послесловие.
  - Библиография произведений Джона Диксона Карра.
- 192. Джон Макдональд Пустая ловушка.
  - Джон Макдональд. Ты живешь один раз. (роман)
  - Джон Макдональд. Пустая ловушка. (роман)
  - Джон Макдональд. Перекрестки. (роман)
  - Послесловие.
  - Библиография произведений Джона Макдональда.
- 193. Джон Макдональд Смерть в конце тоннеля.
  - Джон Макдональд. Не суди меня. (роман)
  - Джон Макдональд. Обреченные. (роман)
  - Джон Макдональд. Смерть в конце тоннеля. (роман)
  - Послесловие
  - Библиография произведений Джона Макдональда.
- 194. Джон Диксон Карр Разбудить смерть.
  - Джон Диксон Карр. Восемь крошечных мечей. (роман)
  - Джон Диксон Карр. Разбудить смерть. (роман)
  - Послесловие.
  - Библиография произведений Джона Диксона Карра.
- 195. Эндрю Йорк Координатор.
  - Эндрю Йорк. Ликвидатор. (роман)
  - Эндрю Йорк. Координатор. (роман)
  - Послесловие.
  - Библиография произведений Эндрю Йорка.
- 196. Джим Томпсон Дикая ночь.
  - Джим Томпсон. Дикая ночь. (роман)
  - Джим Томпсон. Алкоголики. (роман)
  - Джим Томпсон. Неудачник. (роман)
  - Послесловие.
  - Библиография произведений Джима Томпсона.
- 197. Джон Диксон Карр Пока смерть не разлучит нас.
  - Джон Диксон Карр. Загадка Безумного Шляпника. (роман)
  - Джон Диксон Карр. Пока смерть нас не разлучит. (роман)
  - Послесловие.
  - Библиография произведений Джона Диксона Карра.
- 198. Джон Диксон Карр Четыре орудия убийства.
  - Джон Диксон Карр. Дело о постоянных самоубийствах. (роман)
  - Джон Диксон Карр. Четыре орудия убийства. (роман)
  - Послесловие.
  - Библиография произведений Джона Диксона Карра.
- 199. Джон Макдональд Ужин со смертельным исходом.
  - Джон Макдональд. Ужин со смертельным исходом. (роман)
  - Джон Макдональд. Случай на американо-мексиканской границе. (повесть)
  - Джон Макдональд. Линда. (повесть)
  - Джон Макдональд. Ключ от номера. (роман)
  - Послесловие.
  - Библиография и произведения Джона Макдональда.
- 200. Джон Диксон Карр Тень убийства.
  - Джон Диксон Карр. Тень убийства. (роман)
  - Джон Диксон Карр. Охота на Цирюльника. (роман)
  - Послесловие.
  - Библиография Джона Диксона Карра.
  - Мой любимый детектив. (от Издательства)
  - Библиография серии «Мастера остросюжетного детектива».

## Ссылка
- Книжная серия «Мастера остросюжетного детектива». «Лаборатория Фантастики» (май 2023).